# Ťie-jang
Ťie-jang (čínsky 揭阳, pchin-jinem Jiēyáng) je městská prefektura v Čínské lidové republice. Leží na východním okraji republiky a patří do provincie Kuang-tung. Má rozlohu 5240 čtverečních kilometrů a v roce 2010 zde žilo bezmála šest milionů obyvatel.

## Poloha
Ťie-jang hraničí na východě se Šan-tchou, na severovýchodě s Čchao-čou, na severu s Mej-čou, na západě s Šan-wej a na jihu s Jihočínským mořem.

## Administrativní členění
Městská prefektura Ťie-jang se člení na pět celků okresní úrovně, a sice dva městské obvody, jeden městský okres a dva okresy.
| městský obvod · Žung-čcheng městský obvod · Ťie-tung okres · Ťie-si okres · Chuej-laj městský okres · Pchu-ning |        |                       |                    |                                  |
| Název | Název  | Počet obyvatel (2020) | Rozloha km² (2020) | Hustota zalidnění (obyv. na km²) |
| český přepis | znaky  | Počet obyvatel (2020) | Rozloha km² (2020) | Hustota zalidnění (obyv. na km²) |
| Městské obvody                                                                                                  |        |                       |                    |                                  |
| Žung-čcheng | 榕城区 | 931 868               | 497                | 1 874                            |
| Ťie-tung | 揭东区 | 931 719               | 534                | 1 745                            |
| Městský okres                                                                                                   |        |                       |                    |                                  |
| Pchu-ning | 普宁市 | 1 998 619             | 1 620              | 1 234                            |
| Okresy |        |                       |                    |                                  |
| Ťie-si | 揭西县 | 674 829               | 1 364              | 495                              |
| Chuej-laj | 惠来县 | 1 040 779             | 1 251              | 832                              |
| |        |                       |                    |                                  |
| Celkem | Celkem | 5 577 814             | 5 266              | 1 059                            |

## Partnerská města
- , Lampang, Thajsko